# 莉兹·特拉斯生菜

2022年10月20日，在特拉斯宣布辞职后数小时后，《每日星报》的直播，展示了一棵生菜。

2022年10月14日，英国小报《每日星报》开始了一场直播。其内容为一棵生菜与放在生菜旁的新任英国首相莉兹·特拉斯的照片。这场直播源于《经济学人》的一篇观点。该文章将特拉斯的短暂任期与生菜的最佳食用日期进行比较。同时，该直播也与英国政府正在发生的政治危机有关。这场政治危机发生在特拉斯任职几周后。许多评论员认为她即将辞职。2022年10月20日，在这棵生菜枯萎之前，特拉斯宣布辞职。因此《每日星报》宣布，这棵生菜“战胜”了特拉斯。

## 影響
2024年8月13日，政治團體「由驢子領導」在特拉斯出席一個新書發佈會時在她背後展示一幅印有一顆生菜、寫著「我摧毀了經濟」（I crashed the economy）的橫額，特拉斯離場抗議，並表示「這並不好笑」。